# 이원도 (바둑 기사)
이원도(李元道, 1989년 5월 30일 ~ )는 대한민국의 바둑 기사이다. 현재 한국바둑리그 KIXX 소속의 선수이다.

## 약력
2007년 입단했다. 2008년 제12회 SK가스배 신예프로10걸전 본선과 2008한국바둑리그 본선에 진출했으며, 제8회 오스람배에서 준우승을 차지했다. 2009년에 2009KB국민은행 한국바둑리그 출전했으며, 2012년 제4회 비씨카드배 32강에 진출했다.2012년 4단을 거쳐 2013년 6월 5단으로 승단했다. 2018년 4월, 7단으로 승단했다. 2022년 6월에 9단으로 승단했다.